# Hôtel Duplessis
L’hôtel Duplessis est un hôtel particulier situé 12 rue du Plessis et 2 bis rue Saint-Martin  à Cognac, dans le département de la Charente.